# Selliguea plebiscopa
Selliguea plebiscopa là một loài thực vật có mạch trong họ Polypodiaceae. Loài này được (Baker) Pic. Serm. miêu tả khoa học đầu tiên năm 1977.